# Serandinas
Serandinas (oficialmente y en asturiano: Serandías) es una parroquia del concejo de Boal, en la comarca de Eo-Navia, Principado de Asturias, España.
El Decreto 27/2014, de 12 de febrero, por el que se determinan los topónimos oficiales del concejo de Boal establece que “Serandías” es el nombre oficial de este lugar. En su artículo 2 establece que “los topónimos determinados en el presente decreto tienen la consideración de denominaciones  oficiales, sustituyendo a las anteriormente vigentes, si las hubiere.”
La parroquia tiene una superficie de unos 15,89 km², en la que habitan un total de 186 personas (INE, 2019), repartidas entre las 9 poblaciones que la forman, lo que se corresponde con una densidad de población de 14,03 hab/km².
El lugar de Serandinas tiene un total de 69 habitantes (INE, 2013) y se encuentra a una altitud media de 150 metros sobre el nivel del mar, en la margen izquierda del río Navia. Dista unos 8 kilómetros de la capital del concejo, tomando primero la carretera regional AS-12 en dirección a Navia y posteriormente desviándose por la local de 2.º orden BO-5.

## Lugares
Según el nomenclátor de 2023, la parroquia comprende las siguientes entidades de población:
- Cabanas Trabazas (Cabanastrabazas)
- Hervededo (Arbededo)
- Lantero (Llanteiro)
- Mezana (Mezá)
- Miñagón
- Pendia
- Serandinas (Serandías)
- Teicellos
- Villanueva (Villanova)
- Villar de Serandinas (El Villar de Serandías)